# Wereldkampioenschap schaatsen allround vrouwen 1986
Het zevenenveertigste Wereldkampioenschap schaatsen allround voor vrouwen werd op 8 en 9 februari 1986 verreden op De Uithof in Den Haag, Nederland. Het was het zevende WK Allround dat in Nederland plaatsvond na Deventer ('67, '84), Heerenveen ('72, '74), Assen ('75) en Den Haag ('79).
Vierendertig schaatssters uit een recordaantal van achttien landen, Nederland (4), de DDR (4), Canada (3), Japan (3), de Sovjet-Unie (3), de Verenigde Staten (2), West-Duitsland (2), Zuid-Korea (2), Zweden (2), Australië (1), China (1), Finland (1), Frankrijk (1), Joegoslavië (1), Nieuw-Zeeland (1), Noorwegen (1), Oostenrijk (1) en Polen (1), namen eraan deel. Twaalf rijdsters debuteerden deze editie.
Voor het derde opeenvolgende jaar waren de plaatsen 1-2-3 voor Oost-Duitsland, en het was voor de 21e keer dat drie landgenotes gezamenlijk bij de huldiging op het erepodium stonden. Karin Kania-Enke werd voor de derde maal wereldkampioene. Andrea Schöne-Mitscherlich eindigde op de tweede plaats en Sabine Brehm werd, evenals in '85, derde.
De Nederlandse afvaardiging bestond dit jaar uit vier vrouwen, Yvonne van Gennip, Marieke Stam, Ria Visser en debutante Petra Moolhuizen. Yvonne van Gennip veroverde op de 1500m de bronzen medaille.
Ook dit kampioenschap werd over de grote vierkamp,respectievelijk de 500m, 3000m,1500m, en 5000m, verreden.

## Afstand medailles
| Afstand | Goud ·                     | Zilver ·                   | Brons ·           |
| ------- | -------------------------- | -------------------------- | ----------------- |
| 500m    | Karin Kania-Enke           | Seiko Hashimoto            | Bonnie Blair      |
| 3000m   | Karin Kania-Enke           | Andrea Schöne-Mitscherlich | Sabine Brehm      |
| 1500m   | Karin Kania-Enke           | Andrea Schöne-Mitscherlich | Yvonne van Gennip |
| 5000m   | Andrea Schöne-Mitscherlich | Sabine Brehm               | Gabi Schönbrunn   |

## Klassement
| Rang   | Schaatsster                   | Land                           | Punten  | 500m         | 3000m        | 1500m          | 5000m        |
| ------ | ----------------------------- | ------------------------------ | ------- | ------------ | ------------ | -------------- | ------------ |
| Goud   | Karin Kania-Enke              | Duitse Democratische Republiek | 175,649 | 41,13 (1)    | 4.27,77 (1)  | 2.08,34 (1)    | 7.51,11 (4)  |
| Zilver | Andrea Schöne-Mitscherlich    | Duitse Democratische Republiek | 176,810 | 42,47 (5)    | 4.29,41 (2)  | 2.09,45 (2)    | 7.42,89 (1)  |
| Brons  | Sabine Brehm                  | Duitse Democratische Republiek | 179,732 | 43,06 (7)    | 4.34,86 (3)  | 2.12,00 (4)    | 7.48,62 (2)  |
| 4      | Yvonne van Gennip             | Nederland                      | 180,759 | 43,55 (9)    | 4.36,55 (4)  | 2.11,42 (3)    | 7.53,12 (5)  |
| 5      | Gabi Schönbrunn               | Duitse Democratische Republiek | 181,649 | 43,86 (15)   | 4.39,00 (5)  | 2.12,65 (5)    | 7.50,73 (3)  |
| 6      | Seiko Hashimoto               | Japan                          | 183,970 | 42,06 (2)    | 4.45,97 (8)  | 2.14,91 (9)    | 8.12,79 (12) |
| 7      | Marieke Stam                  | Nederland                      | 184,315 | 43,89 (16)   | 4.46,03 (9)  | 2.13,57 (6)    | 8.02,31 (7)  |
| 8      | Jelena Lapoega                | Sovjet-Unie                    | 184,905 | 43,83 (13)   | 4.45,91 (7)  | 2.13,97 (8)    | 8.07,68 (10) |
| 9      | Ria Visser                    | Nederland                      | 184,987 | 44,78 (25)   | 4.43,60 (6)  | 2.14,97 (10)   | 7.59,51 (6)  |
| 10     | Annette Carlén-Karlsson       | Zweden                         | 186,366 | 43,77 (11)   | 4.51,00 (11) | 2.16,17 (12)   | 8.07,06 (9)  |
| 11     | Wang Xiuli                    | China                          | 186,562 | 42,48 (6)    | 4.53,26 (16) | 2.13,95 (7)    | 8.25,56 (15) |
| 12     | Svetlana Bojko                | Sovjet-Unie                    | 186,585 | 44,57 (23)   | 4.46,07 (10) | 2.17,69 (16)   | 8.04,41 (8)  |
| 13     | Petra Moolhuizen              | Nederland                      | 187,415 | 44,32 (19)   | 4.51,33 (12) | 2.15,42 (11)   | 8.14,00 (13) |
| 14     | Marie-France van Helden-Vives | Frankrijk                      | 188,591 | 44,14 (18)   | 4.51,46 (15) | 2.17,33 (15)   | 8.20,99 (14) |
| 15     | Bjørg Eva Jensen              | Noorwegen                      | 189,092 | 45,35 (28)   | 4.53,13 (15) | 2.17,13 (14)   | 8.11,77 (11) |
| 16     | Nathalie Lambert              | Canada                         | 191,188 | 44,33 (20)   | 4.52,85 (14) | 2.18,93 (20)   | 8.37,40 (16) |
| NC17   | Katie Class                   | Verenigde Staten               | 138,084 | 43,18 (8)    | 4.53,81 (18) | 2.17,81 (17)   | -            |
| NC18   | Inga Gilaoeri                 | Sovjet-Unie                    | 138,380 | 43,82 (12)   | 4.53,40 (17) | 2.16,98 (13)   | -            |
| NC19   | Bonnie Blair                  | Verenigde Staten               | 138,627 | 42,11 (3)    | 5.02,59 (26) | 2.18,26 (19)   | -            |
| NC20   | Zofia Tokarczyk               | Polen                          | 139,833 | 42,22 (4)    | 5.06,44 (30) | 2.19,62 (22)   | -            |
| NC21   | Aila Tartia                   | Finland                        | 140,077 | 44,11 (17)   | 4.56,53 (20) | 2.19,64 (23)   | -            |
| NC22   | Sigrid Fröschl-Smuda          | West-Duitsland                 | 140,383 | 43,70 (10)   | 4.57,72 (21) | 2.21,19 (25)   | -            |
| NC23   | Natalie Grenier               | Canada                         | 140,401 | 43,83 (13)   | 4.54,51 (19) | 2.22,46 (26)   | -            |
| NC24   | Natsue Seki                   | Japan                          | 141,647 | 44,35 (21)   | 5.01,51 (25) | 2.21,14 (24)   | -            |
| NC25   | Lena Andersson                | Zweden                         | 142,803 | 45,89 (30)   | 5.02,76 (27) | 2.19,36 (21)   | -            |
| NC26   | Kim Hyun-Na                   | Zuid-Korea                     | 142,889 | 44,72 (24)   | 4.59,18 (22) | 2.24,92 (30)   | -            |
| NC27   | Angelika Haßmann              | West-Duitsland                 | 143,201 | 45,59 (29)   | 5.00,47 (24) | 2.22,60 (27)   | -            |
| NC28   | Emese Nemeth-Hunyady          | Oostenrijk                     | 143,746 | 44,81 (26)   | 5.04,18 (28) | 2.24,72 (29)   | -            |
| NC29   | Ariane Loignon                | Canada                         | 151,169 | 44,44 (22)   | 4.59,26 (23) | 2.50,56 * (34) | -            |
| NC30   | Karen Gardiner                | Australië                      | 155,133 | 49,94 (32)   | 5.24,66 (31) | 2.24,66 (31)   | -            |
| NC31   | Lee Kyung-Ja                  | Zuid-Korea                     | 155,244 | 56,83 * (34) | 5.05,11 (29) | 2.22,69 (28)   | -            |
| NC32   | Bibija Kerla                  | Joegoslavië                    | 155,610 | 48,59 (31)   | 5.30,78 (32) | 2.35,67 (32)   | -            |
| NC33   | Ans Kremer                    | Nieuw-Zeeland                  | 161,383 | 52,78 (33)   | 5.33,90 (33) | 2.38,86 (33)   | -            |
| -      | Keiko Asao                    | Japan                          | 91,086  | 45,11 (27)   | DQ           | 2.17,93 (18)   | -            |

* = met val
NC = niet gekwalificeerd
NF = niet gefinisht
NS = niet gestart
DQ = gediskwalificeerd
Vet gezet = kampioenschapsrecord